# Lago de Texcoco

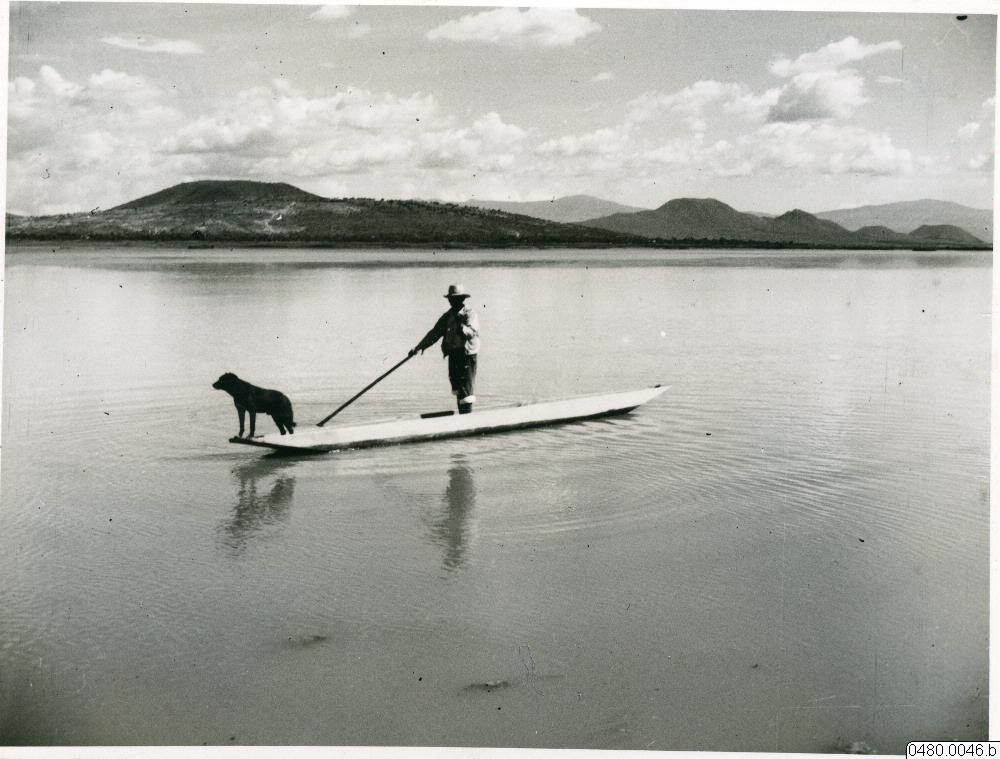
Un hombre y su perro en una canoa en el lago de Texcoco en 1940.

El lago de Texcoco es parte del sistema de lagos del noroeste del valle de México. La historia ha llevado a la desecación de buena parte de la superficie de las masas acuosas que formaban parte del sistema.
- En la época prehispánica. Los pobladores de México-Tenochtitlan construyeron islas artificiales en los bajos de la laguna, con el propósito de ganar tierras para el cultivo o construir poblados.
- En el siglo XVII, cuando los españoles ya habían sometido los territorios que llamaron Nueva España, la capital del virreinato fue objeto de incontables inundaciones. Ello motivó la construcción de obras de drenaje que, continuadas por los sucesivos gobiernos en la época del México independiente, han llevado a la desaparición casi total de los cinco lagos que componen el sistema.

La cuenca lacustre del valle de México está formada por los lagos de Zumpango, Xaltocan, Texcoco, Xochimilco y Chalco. Ocasionalmente se habla de la laguna de México, pero ello solo cuando se hace mención al período histórico en que los indígenas construyeron un dique entre la sierra de Guadalupe, al norte del lago de Texcoco, y el cerro de la Estrella, en el sur del mismo.
Una característica singular de este sistema de lagos era el carácter distinto de sus aguas. Mientras que los lagos de Xochimilco y Chalco estaban formados con aguas dulces, las aguas de los lagos Texcoco, Zumpango y Xaltocan eran salobres.  
De hecho, los antiguos pobladores de las riberas y los islotes de estos tres últimos lagos se dedicaban a la explotación de sal, que obtenían mediante la evaporación del agua de estos lagos.
De cualquier modo, el agua de los lagos del valle de México no era provechosa para la vida humana. Las aguas de los lagos de Texcoco, Zumpango y Xaltocan no eran potables por su alta salinidad y las aguas dulces de Xochimilco y Chalco no eran provechosas más que para la agricultura, pues los residuos de las plantas y animales que poblaban los ecosistemas asociados les daban mal sabor.
Por ello, los pobladores de México-Tenochtitlan debieron introducir un sistema de abastecimiento de agua potable para importar el líquido de los manantiales aledaños.

## Geografía física

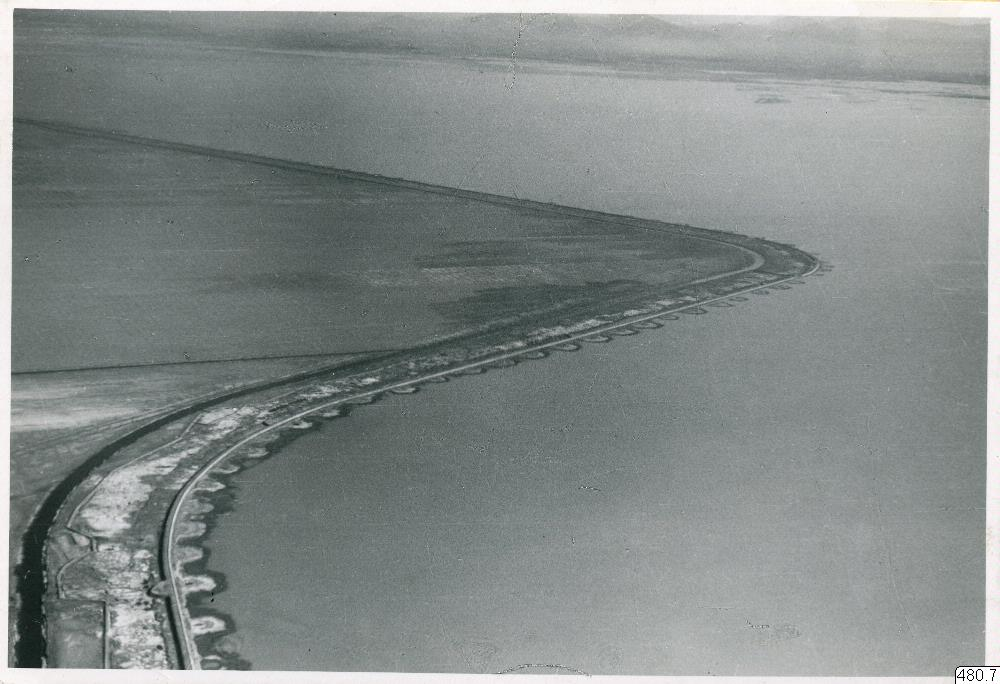
La ribera del lago de Texcoco en los años 40, fotografía aérea tomada por el ingeniero Ola Apenes.

La superficie total de la cuenca hidrológica del lago de Texcoco (que incluye también a los lagos del norte y sur del valle de México) abarca más de dos mil kilómetros cuadrados. Corresponde a la subcuenca del lago de Texcoco-Zumpango, de la región hidrológica del río Pánuco.
El lago de Texcoco formaba parte del sistema de lagos que cubría una buena superficie del valle de México. En temporada de lluvia, el lago se unía con los otros cuatro, que se localizaban entre las cadenas montañosas que rodean el valle. Al norte del lago de Texcoco se localizaban dos pequeñas lagunas de agua salada. Estas han sido llamadas de Xaltocan y Zumpango. Los nombres nahuas se impusieron luego de la llegada de los pueblos hablantes de esta lengua al centro de México. El límite entre el lago de Texcoco y el lago de Xaltocan lo señalaba un canal que pasaba entre el norte de la sierra de Guadalupe y los cerros que marcan la división entre el corazón del valle de México y el valle de Teotihuacán. Hacia el sur, el lago de Texcoco se extendía hasta la península de Iztapalapa y se comunicaba con el lago de Xochimilco a través de un paso entre el cerro de la Estrella y la llanura aluvial de Coyoacán. La totalidad del sistema de lagos cubría un área de aproximadamente 114,477 hectáreas, un tamaño similar al del vaso lacustre más grande de México, el lago de Chapala.
El lago de Texcoco se alimentaba de las aguas de nieve derretida provenientes de dos cadenas montañosas que lo circundaban. Al poniente, se localiza la sierra de las Cruces, de donde actualmente escurren todavía los ríos Magdalena, Becerra, Barranca del Muerto, Eslava, Mixcoac y San Ángel. Por el oriente, numerosos arroyos bajaban de las nieves de la Sierra Nevada por el rumbo de Texcoco, Chimalhuacán y Atenco. Entre estos ríos estaban el Coatepec y el Chapingo. Sus límites sur y norte estaban señalados por la sierra de Guadalupe y la de Santa Catarina, cuyas aguas solo contribuían al lago en temporada de lluvia, puesto que no alojaban el nacimiento de ninguna corriente permanente.
En el interior del lago existían numerosos islotes. Salvo los del Peñón de los Baños y el Peñón Viejo, el resto de los islotes era planos. Se localizaban especialmente en la región occidental del lago. Algunos de estos islotes son célebres en la historia prehispánica de México, puesto que fueron el hogar de pueblos como los mexicas. Quizá el más grande fue el islote de Tenochtitlan, lugar que comprende el área del centro histórico de la Ciudad de México, capital del Estado mexica. Al norte de este, se encontraba el islote de Tlatelolco, que alojaba el mercado más grande del posclásico mesoamericano. Al sureste, un rosario de islotes se ubicaban entre el de México y la ribera de Iztapalapa. Entre ellos se cuentan los de Iztacalco y Pantitlán.
Forma parte de la cuenca lacustre del valle de México un sistema de lagos que comprendía los de Xochimilco, Chalco, Xaltocan y Zumpango. Se trataba de un lago de agua salada, del que en la antigüedad prehispánica se obtenía sal, pero no agua para cultivo. Tras la destrucción de los diques indígenas que contenían sus crecidas, las aguas del lago de Texcoco inundaban periódicamente la Ciudad de México, desde el siglo XVI hasta el siglo XIX. Esta fue la razón que llevó a las autoridades del virreinato y la república independiente a idear un sistema de desagüe que terminó por reducir el área de los lagos. Al final del siglo XX, el gobierno de México puso en marcha un programa de rescate del cuerpo de agua, aunque por cuestiones económicas ha sido suspendido.

### Fisiografía y geología
El vaso de Texcoco pertenece a la subprovincia X de los lagos y volcanes del Anáhuac. Se trata de una zona muy joven en términos de tiempo geológico. A su vez, Lagos y Volcanes de Anáhuac pertenece a la provincia geológica del Eje Neovolcánico, correspondiente a la zona de alta actividad volcánica que atraviesa el territorio de México de la costa del Pacífico a la costa del Golfo, más o menos siguiendo el paralelo 19° N.
La superficie del vaso se formó durante el período cuaternario de la era cenozoica. Se trata de un suelo con un alto grado de salinidad, misma que a su vez se comunicaba con el agua que lo cubrió. Estaba rodeado por cadenas montañosas, compuestas en su mayor parte por rocas ígneas extrusivas, resultado del vulcanismo de la provincia del Eje Neovolcánico. La sierra de Guadalupe y el cerro Chimalhuache emergieron durante el período cuaternario, como el vaso mismo del lago. La península de Iztapalapa, la sierra de las Cruces y el valle de Teotihuacán son regiones geológicas más antiguas. Emergieron durante el período terciario. Las dos primeras están formadas por volcanes inactivos, por lo que, como la sierra de Guadalupe, están compuestas por rocas ígneas. Por su lado, la superficie del valle de Teotihuacán está formada por rocas sedimentarias.
Durante el Período Terciario, la cuenca del lago tenía desagüe hacia la cuenca del Balsas. Pero durante el siguiente período geológico, la salida de las aguas fue cerrada por la emergencia de la sierra de Ajusco-Chichinauhtzin.
Los suelos predominantes del vaso del lago de Texcoco son del tipo solonchak gléico y de molisol, de textura fina. Esto explica que cuando el proceso de desecación de los lagos dejó amplias zonas del vaso expuestas al aire libre, el oriente de la Ciudad de México se viera cubierto con frecuencia por grandes tolvaneras. En la actualidad, las tolvaneras han sido reducidas por la pavimentación de las calles de las nuevas zonas urbanas, pero siguen siendo una constante en una parte importantes de los municipios de Ecatepec de Morelos y Atenco.

### Climatología
Todo el vaso del lago de Texcoco y sus riberas están comprendidos dentro de una región con clima semiseco templado. La temperatura promedio en la región es de 14 °C, y llueve menos de 600 mm como promedio anual. La temporada de lluvia abarca los meses de junio a octubre, aunque son más abundantes en julio y agosto.
Con frecuencia se señala que el clima de la región debió ser más benigno en la época prehispánica, antes de la deforestación del valle de México y otras desgracias que han puesto a la zona en una situación ambiental delicada. Sin embargo, las investigaciones arqueológicas señalan que la parte noreste del valle de México, correspondiente al valle de Teotihuacán, fue siempre una región con escasos recursos hídricos, y que las variaciones de temperatura no fueron demasiado grandes hasta que el proceso de urbanización contribuyó a la concentración de calor en algunas zonas del antiguo vaso de Texcoco.

### Flora y fauna

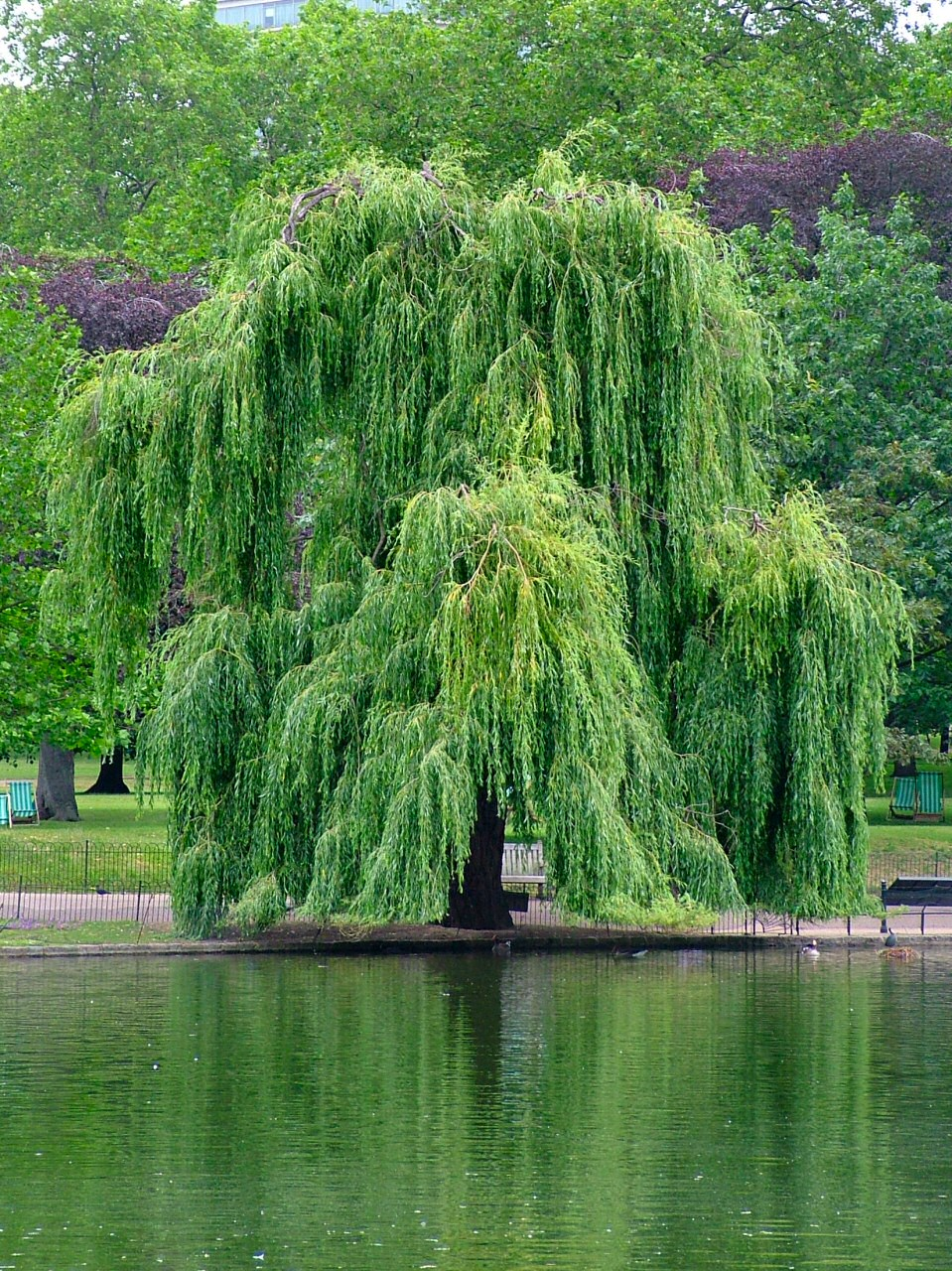
El sauce llorón (Salix babylonica) no era una especie común en la ribera texcocana, pero actualmente forma parte de la flora de las zonas húmedas del vaso de Texcoco. Un pariente suyo, el ahuejote, era empleado en la construcción de las chinampas.

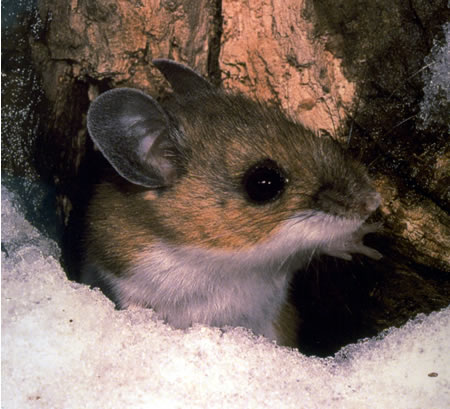
Peromyscus maniculatus es una de las especies de roedores propias de la ribera de Texcoco.

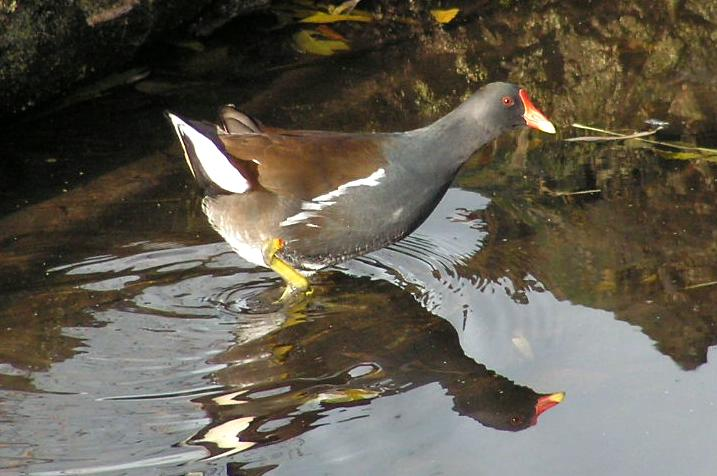
La gallareta ha vuelto a las aguas de Texcoco, después de una larga ausencia provocada por la desaparición de extensas áreas del lago.

Los ecosistemas nativos de las riberas lacustres texcocanas han sido modificados grandemente por la acción de la presencia humana. Desde su llegada al valle de México, los seres humanos se han servido de los recursos del lago para su supervivencia. En la ribera oriental, por ejemplo, existen evidencias arqueológicas que señalan que en aquella región (Tlapacoya y Tepexpan), los hombres cazaban mamuts, venados y otros animales salvajes.
Al paso de los siglos,y con el desarrollo de la vida sedentaria en Mesoamérica, los hombres aprovecharon todos los materiales de que el lago proveía. Sus riberas estaban cubiertas de unos juncos que en México se conocen como tule; de sauces y otros árboles como ahuehuetes y ahuejotes. Era posible encontrar algas en las orillas, y pescar diversos géneros de peces y anfibios, especialmente boquerones y ajolotes. El lago de Texcoco era destino de numerosas aves migratorias, como la gallareta, patos de diversas variedades, garzas, charadiformes de varias clases (conocidas en México con el nombre genérico de chichicuilotes), y otros muchos. También era el hogar de numerosas especies de mamíferos menores, especialmente roedores.
Sin embargo, la desecación de los lagos puso fin a la presencia de la mayor parte de estas especies. Las aves migratorias se alejaron de los lagos del centro de México, o fueron exterminadas, como los mamíferos, por la cacería indiscriminada. Al reducirse la extensión del lago, la fauna acuática y la vegetación también padecieron una reducción o desaparición en amplias zonas de la ribera, al grado de que en la actualidad los árboles de la familia Salix han dado paso a otros como el eucalipto, el pirul y los pinos, introducidos posteriormente. De cualquier manera, la diversidad de la flora ribereña del lago de Texcoco ha sido históricamente reducida, debido a la gran salinidad del suelo.
Solo a partir de la puesta en marcha del Proyecto Lago de Texcoco ha sido posible restaurar en parte los ecosistemas nativos. Al recuperarse mínimamente la extensión del lago de Texcoco, este se ha convertido nuevamente en destino de la fauna migratoria. Asociado a ello, existe un plan para restaurar la vegetación, pero ello no ha sido posible por causa de la falta de recursos económicos, y por la presión de la urbe sobre las áreas baldías del antiguo lago. Al mismo tiempo, la agricultura -que había sido durante mucho tiempo la actividad principal en localidades ribereñas como Atenco y Texcoco- ha venido decayendo, razón por la cual las extensiones sin cubierta vegetal se han ampliado. Esta situación y las características del suelo del vaso han contribuido a que en el oriente y noreste del mismo las partículas suspendidas por acción del viento hayan deteriorado la calidad del aire del noreste de la Zona Metropolitana del Valle de México.

## Historia precolombina
Las riberas del lago de Texcoco han sido ocupadas desde hace miles años, como demuestran los restos arqueológicos de Tlapacoya. Más recientes son los del Hombre de Tepexpan –que en realidad era mujer–, y de la mujer del Peñón. Estos datan de menos de 6 mil años AP. Los primeros habitantes de la ribera y los islotes se dedicaban a la cacería, recolección y pesca.
Luego de la consolidación de las sociedades agrícolas mesoamericanas, las riberas del lago de Texcoco se convirtieron en uno de los principales focos de desarrollo en el proceso civilizatorio de Mesoamérica. Durante el horizonte preclásico (3000 a. C. – 150 d. C.), el noroeste del lago fue el asiento de numerosos pueblos que recibieron influencia de las tradiciones cerámicas del occidente mesoamericano. Entre estos primeros establecimientos se encuentran Tlatilco, Zacatenco y El Arbolillo, que pertenecen al actual estado de México. Se ha propuesto como hipótesis que estos pueblos habrían pertenecido a la familia lingüística otomangueana, que por aquel tiempo debió ocupar extensas zonas del centro y sur de México. Por otro lado, en el oriente del lago, Chimalhuacán y Tlapacoya seguían siendo centros de población importantes, dedicados al cultivo del maíz.

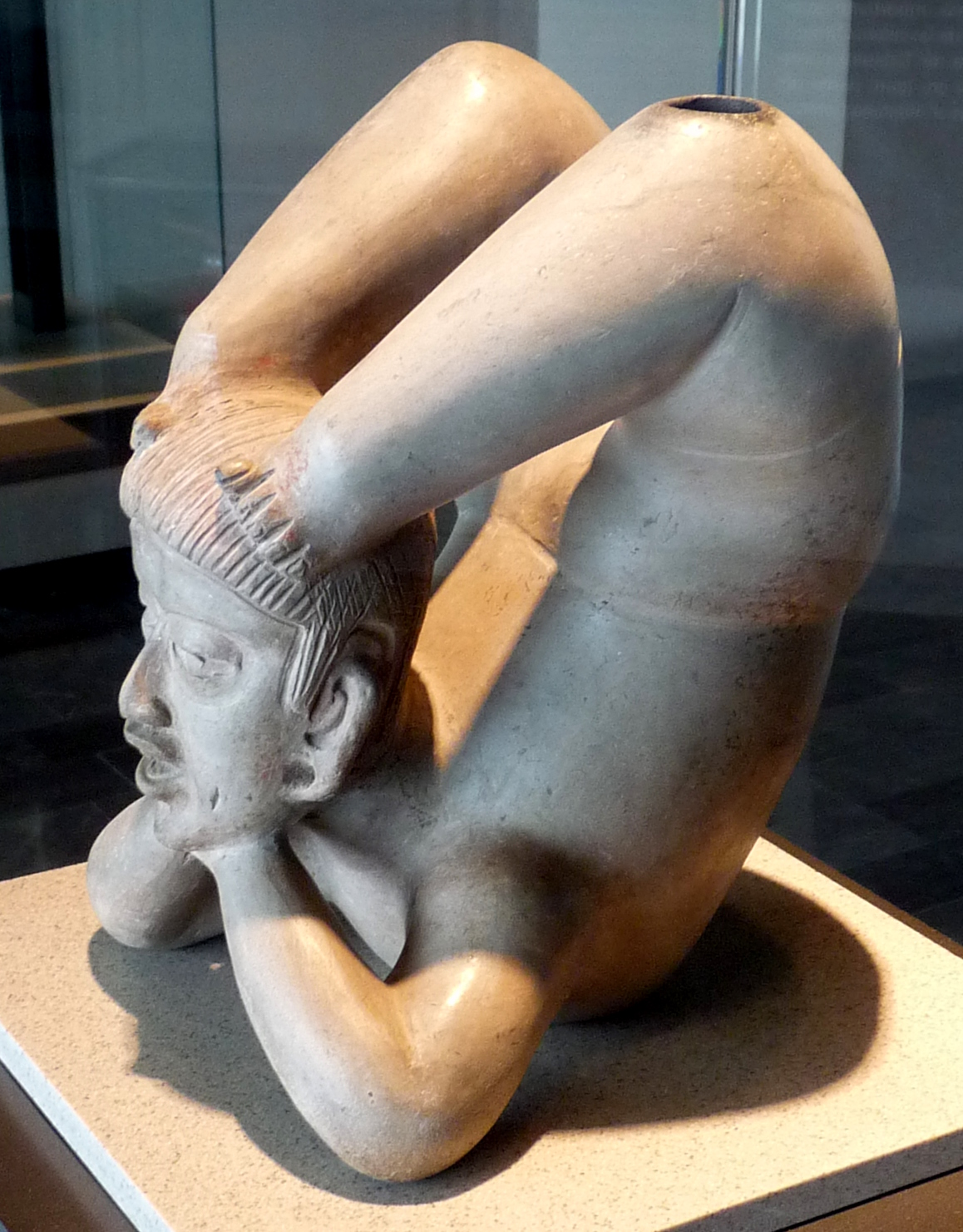
Cerámica de Tlatilco.

A partir del siglo II d. C., en los albores del Clásico (200 d. C. – 600 d. C.), la población de la cuenca de México comenzó a concentrarse en uno de los valles asociados al lago de Texcoco, para formar la que sería una de las más importantes metrópolis de Mesoamérica. Poco después del abandono de Tlatilco y Cuicuilco por la erupción del volcán Xitle (c. 300-100 a. C.) cerca de tres cuartas partes de los seres humanos asentados ahí se trasladaron a Teotihuacán, que empezó a conformarse con pequeños grupos aldeanos. Ubicada al noreste del lago, se dedicaba a —entre otras cosas— la agricultura y al comercio interregional, siendo el centro monopólico de obsidiana extraída de la sierra de Guadalupe, irradiando su influencia a lugares tan distantes como El Tajín, Monte Albán, Tikal, Kaminaljuyú, Dzibilchaltún, Copán; etc. Teotihuacán fue una ciudad habitada por personas de distintos orígenes étnicos, y fue el corazón de la política, la economía y la cultura mesoamericana desde el siglo II hasta el siglo VIII, en que comenzó su proceso de decadencia.
Con la recesión teotihuacana, la cuenca del lago de Texcoco fue uno de los destinos principales de los grupos migrantes provenientes del norte de Mesoamérica. Algunos de estos pueblos habían abandonado sus lugares de origen debido a la catástrofe ecológica que puso fin a la cultura agrícola en el semidesierto del norte de Mesoamérica. Otros eran grupos nómadas de frontera que aprovecharon la situación de caos político dominante en el área nuclear mesoamericana. Además, algunos pobladores de Teotihuacán se refugiaron en antiguas poblaciones ribereñas del lago, como Azcapotzalco, Culhuacán, Chimalhuacán y Portezuelo.
Venidos del norte eran los chichimecas, pueblos de filiación náhuatl, que al mezclarse con la población originaria, dieron lugar a la cultura tolteca en el siglo IX. Su hegemonía no duraría más allá del siglo XI; cuando nuevos pueblos nahuas se establecieron en las orillas del lago de Texcoco. Ejemplo de ello es Tenayuca, una población en el noroeste del lago habitada por chichimecas. Los últimos en llegar fueron los mexica, que luego de merodear por la ribera de los lagos de Xaltocan, Texcoco y Xochimilco, finalmente se establecieron en el islote de México, donde fundaron Tenochtitlan, la capital del imperio militar más extenso conocido en Mesoamérica.

### Primeras modificaciones humanas al lago de Texcoco

#### Chinampas
La mayor parte de los arqueólogos estudiosos del pasado prehispánico del valle de México convienen en que las chinampas son una innovación hidráulica que comenzó en el lago de Texcoco con la llegada de los pueblos chichimecas (siglo IX d. C.). Rojas Rabiela, basada en los trabajos arqueológicos de Ángel Palerm, propone que el período de mayor transformación del entorno lacustre comprende de los siglos XIV al XVI. Las chinampas—o jardines flotantes, como les llamaron los sorprendidos españoles que llegaron al valle en el siglo XVI--, son una técnica agrícola que permite ganar al lago mayores extensiones de campo cultivable.
Una chinampa era construida en los bajos del vaso lacustre. Se clavaban varias estacas de ahuejote que sujetaban un petate de tule, sobre el que se depositaba cieno del fondo de la laguna hasta que sobre el petate y entre las estacas quedara un montículo de tierra. Con el tiempo, las estacas producen retoños y raíces que ayudan a consolidar el suelo cultivable, de modo que se forma una isla artificial. La chinampa permitía una mayor eficiencia en la agricultura en comparación con otros sistemas de irrigación. Mientras en tierra firme se obtenían hasta dos cosechas al año, en la chinampería se obtenían—y se obtienen donde se continúan cultivando—varias más.
Tenochtitlan fue construida casi enteramente sobre chinampas. [cita requerida]
 Su construcción alrededor del islote Mexica, amplió la extensión de tierra disponible en medio del lago de Texcoco en diez veces.[cita requerida]
 Pero la capital mexica era víctima de las crecidas periódicas del lago de Texcoco, además de que las aguas que la rodeaban eran poco benéficas para la agricultura. El asunto se resolvió por medio de la construcción de un dique.

#### Albarradón de Nezahualcóyotl
El albarradón de Nezahualcóyotl lleva ese nombre en honor del tlatoani texcocano Nezahualcóyotl. Fue él quien ideó la construcción de un dique que sirviera para controlar el nivel de las aguas del lago de Texcoco. Este fue construido con miles de horas-hombre, proporcionadas por los habitantes de los pueblos sometidos por la Triple Alianza. La obra se realizó durante el gobierno del tlatoani tenochca Itzcóatl, entre 1440 y 1503.
El dique fue construido entre Atzacoalco, en el norte del lago, y Peñón De los Baños que lo conocían como tepetzinco e Iztapalapa, al sur. Dividía la laguna en dos partes. Al oriente, quedaban las aguas salobres de Texcoco, y al poniente, el vaso se llenó con aguas dulces provenientes de los lagos de Xochimilco y Chalco. La división fue posible en la medida que los lagos de Xochimilco y Chalco se encuentran a una mayor altitud que el vaso oriental de Texcoco. El dique poseía esclusas que permitían vaciar la laguna de México cuando el nivel de las aguas fuera peligroso.
Esta construcción permitió el florecimiento de la agricultura chinampera de Tenochtitlan, y también de pequeños poblados de las riberas o de los islotes de la laguna, como Iztapalapa, Iztacalco y todos aquellos localizados entre la capital mexica y la ribera norte del cerro de la Estrella.

#### Sistema de calzadas
La ciudad de Tenochtitlan estaba situada en la mitad de un inmenso lago. Esto facilitaba el transporte acuático y la defensa militar de la ciudad, pero también complicaba la comunicación terrestre con el resto de la cuenca. Por ello, los mexicas idearon la construcción de tres calzadas que unían la isla con las riberas del lago. Hacia el norte partía la calzada de Tepeaca (o del Tepeyac, que actualmente corresponde a la Calzada de los Misterios de la Ciudad de México). La calzada de Tlacopan (actualmente calzada México-Tacuba) unía a Tenochtitlan con Tlacopan, uno de los estados confederados de la Triple Alianza. La más larga de este sistema de calzadas era la de Iztapalapa (actualmente calzada de Tlalpan y avenida San Antonio Abad), que con rumbo hacia el sur llegaba hasta un islote llamado Xóloc, donde se bifurcaba. Un brazo se dirigía a Coyoacán y el otro a Mexicaltzingo, en territorio del señorío de Iztapalapa.
Las calzadas también tenían compuertas, y comprendían numerosos puentes levadizos que podían aislar a la ciudad de Tenochtitlan en caso de un enfrentamiento militar. Además, la calzada de Tlacopan y el ramal de Coyoacán estaban asociadas a pequeños acueductos que proveían de agua potable a Tenochtitlan.

### Conquista de Tenochtitlan

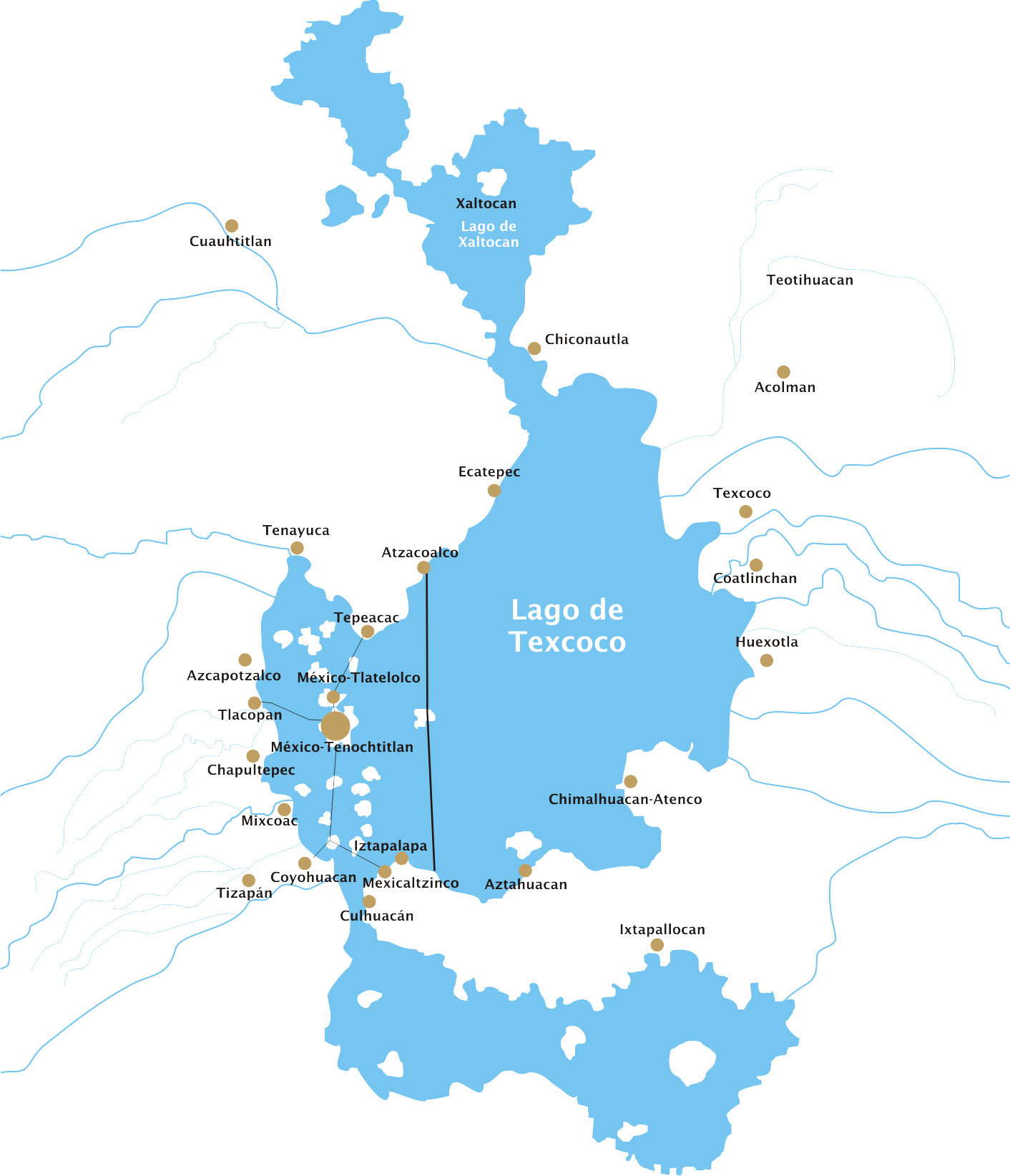
El lago de Texcoco a la llegada de los españoles.

Los españoles llegaron a Tenochtitlan en 1519. Procedentes del sureste del valle de México, una de las primeras poblaciones indígenas que vieron fue Iztapalapa. En aquel tiempo, la villa de Iztapalapa era parte del sistema de poblaciones reales que servían al mismo tiempo como primera línea de defensa a la capital y como fuentes provisoras de mantenimientos y otros menesteres. De Iztapalapa, el cronista Bernal Díaz del Castillo escribe sorprendido:

Y otro día por la mañana llegamos a la calzada ancha y desde que vimos tantas ciudades y villas pobladas en el agua, y en tierra firme otras grandes poblazones, y aquella calzada tan derecha y por nivel cómo iba a México, nos quedamos admirados, y decíamos que parecía a las cosas de encantamiento que se cuentan en el libro de Amadís, por las grandes torres y cúes y edificios que tenían dentro en el agua, y todos de calicanto, y aun algunos de nuestros soldados decían que si aquello que veían si era entre sueños, y no es de maravillar que yo escriba aquí de esta manera, porque hay mucho que ponderar en ello que no sé como (sic) lo cuente: ver cosas nunca oídas, ni aun soñadas, como veíamos.

El lago de Texcoco, que los mesoamericanos habían aprendido a aprovechar tan bien, se convirtió en uno de los factores decisivos para la consumación de la conquista española. La ciudad de Tenochtitlan, rodeada como estaba por el agua, fue presa fácil del sitio y la interrupción de los sistemas de abasto de agua potable y alimentos provenientes de la ribera texcocana y más allá. Según cuentan las propias crónicas indígenas, recogidas algunos años después de la guerra en alfabeto latino, pero en lengua náhuatl, prácticamente todas las villas alrededor de los lagos se aliaron con los españoles.
Luego de que los invasores fueron expulsados de Tenochtitlan el 30 de junio de 1520, fueron recibidos por los pueblos del poniente del valle, quienes les ayudaron a llegar a Tlaxcala. Ahí pudieron reorganizarse para emprender el ataque final. Como parte de la estrategia, Hernán Cortés ordenó la construcción de doce bergantines, mismos que fueron armados en la playa de Texcoco, al oriente del lago del mismo nombre. Para hacerlos pasar a la laguna de México, los españoles derribaron el albarradón de Nezahualcóyotl.

Y sus naves vinieron de Texcoco, doce naves; y en esa época se habían montado en Acachinanco. Enseguida, entonces hacia allá partió el marqués [Cortés]... Vino a examinar cuidadosamente el lugar por el que podían penetrar las naves, el lugar en que los canales estaban bien rectos, si eran profundos, para que no pudieran encallar en ninguna parte. Pero los canales eran sinuosos, a veces curvos; no podría hacerlas entrar por allí.

Hicieron pasar dos naves, las metieron a presión por el camino que viene de Xoloco. Y una vez ahí, se reunieron para decir, todos juntos dijeron que perforarían con diparos a los mexicanos; se reunieron para decir eso. Entonces se colocaron en filas, llevaron trompetas-de-fuego; el grande estandarte iba enfrente de ellos. E inmediatamente, sin la menor confusión, sin inquietarse, partieron tocando el tambor y tocando la flauta, la flauta de madera [...]

Y en Xoloco, los españoles llegaron hasta donde se levantaba el muro; se levantaba en medio, cortaba el camino. Con la gran trompeta-de-fuego le dispararon. Todavía no lo habían derrumbado cuando cayó el primer golpe; pero la segunda vez lo destruyeron, y la tercera vez, finalmente se vino a tierra; y la cuarta vez, el muro fue derrumbado para siempre...
Códice Florentino

El resultado de esta guerra, ya se sabe, fue el sometimiento del Estado mexica a la Corona de España. El saldo fueron miles de muertos, a causa de la hambruna, el propio enfrentamiento contra los españoles, y las epidemias causadas por microbios desconocidos en Mesoamérica. De esta suerte, la ciudad de Tenochtitlan se convirtió en un foco infeccioso que no permitía el establecimiento del gobierno colonial en la isla. Por ello, Cortés se estableció en Coyoacán, mientras que los indígenas se encargaban de la limpieza de la capital tenochca.

## Historia del virreinato alsigloXX: una lucha contra el lago
Aunque se había aconsejado el establecimiento del gobierno en algún poblado de tierra firme, como la propia villa de Coyoacán o Texcoco, Hernán Cortés decidió trasladarse a México. Los españoles reconstruyeron casi toda la infraestructura hidráulica del lago. Reconstruyeron el acueducto de Chapultepec, que proveía de agua potable "más clara que el cristal". Reconstruyeron las tres calzadas que unían la isla con tierra firme. Pero no hicieron lo mismo con el albarradón, hecho que se convirtió en la sentencia a la desecación de los lagos del valle de México.

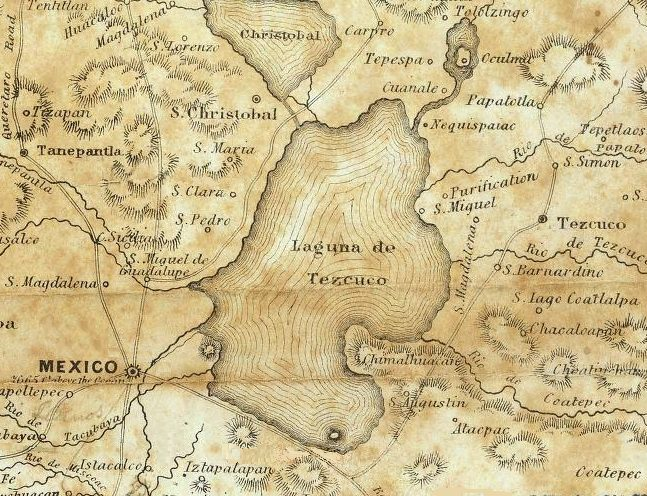
Detalle de un mapa antiguo del Valle de México con el lago de Texcoco. En él, se observa la desaparición de la laguna de México, que rodeaba a la ciudad por el occidente.

Los diques y las calzadas, además de regular el nivel de las aguas, servían para la conservación de las mismas en algunas secciones del lago que durante el estío solían desecarse, al tener una profundidad menor. Sin embargo, la deficiente reconstrucción de las obras de ingeniería hidráulica precolombina por parte de los conquistadores ocasionaron que la laguna de México (el sector occidental del lago de Texcoco) desapareciera a los pocos años de consumada la Conquista. A esta falta de atención hacia la utilidad del sistema de calzadas, habría que sumar la clausura de numerosos canales que surcaban México, al grado que para el siglo XVIII, solo siete acequias atravesaran la ciudad.
El descenso de las aguas, y la introducción de nuevas costumbres europeas,[cita requerida] dieron como resultado que los remanentes de la laguna de México se convirtieran en un almacén de "aguas de mal y pestilencial olor, que no hace poco daño a la ciudad, especialmente cuando en verano se seca algo de ella", como escribiera Antonio de Ciudad Real, a propósito de su visita a la capital novohispana. Finalmente, los colonizadores no encontraron ninguna utilidad en el lago salobre. El lago no proporcionaba agua para la agricultura, ni criaba pescado alguno que valiera la pena (por lo menos a ojos de los europeos); y en el colmo, hasta la sal que se obtenía de él era despreciada. Más que una fuente de vida como fue para los mesoamericanos, el lago de Texcoco se convirtió en una amenaza para la vida urbana de la ciudad.[cita requerida]
La orgullosa capital de Nueva España fue escenario de múltiples inundaciones durante el período colonial. la primera de ellas fue la de 1555, que motivó la planificación de un sistema de drenaje de las aguas del valle. El plan fue abandonado al retroceder el nivel de las aguas. Otras memorables inundaciones fueron las ocurridas en 1580, 1607, 1622, 1629, 1707, 1714, 1806, 1819; y ya en el período del México independiente, en 1856, 1865, 1900, 1901, y 1910. La inundación de 1622 tuvo lugar como consecuencia de imprudente orden del virrey Gelves, que ordenó cerrar las compuertas del sistema de drenaje ya iniciado por Enrico Martínez para cerciorarse que realmente la ciudad estaba amenazada por las crecidas. La peor de las crecidas fue la de 1629, de la que Vicente Riva Palacio escribiera lo siguiente:

Los estragos fueron terribles, cerráronse los templos, suspendieron sus trabajos los tribunales, arruinóse el comercio, comenzaron a despolomarse y caer multitud de casas... en menos de un mes habían perecido ahogadas más de treinta mil personas y emigrado más de veinte mil familias, quedando apenas cuatro mil en la ciudad. La misa se celebraba en los balcones y azoteas; y el tránsito por las calles sólo podía hacerse en canoas, y en canoas se hizo en México una solemne procesión a la virgen de Guadalupe
Riva Palacio

Habida cuenta de la supuesta inutilidad y peligrosidad del lago, el gobierno colonial español dio inicio a las obras de drenaje que finalmente llevaron a la desaparición de casi todo el lago de Texcoco y sus cuatro hermanos del norte y sur. Esta tarea fue concluida en el siglo XX, con los trabajos del Gran Canal del Desagüe iniciados por el gobierno de Porfirio Díaz; así como el Drenaje Profundo de la Ciudad de México, cuya primera etapa concluyó en 1975.

#### Planes virreinales para el desagüe del vaso de Texcoco
Como ya se ha dicho, la inundación de 1555 fue el motivo que condujo a la decisión de implementar un sistema de drenaje para el lago de Texcoco. El mismo fue planteado por el virrey Luis de Velasco, aunque, como también se ha señalado, fue abandonado al retroceder el nivel de las aguas. La inundación de 1607 fue la que llevó a poner en práctica el plan. Ante la situación catastrófica de la capital, el virrey Velasco convocó a la construcción del nuevo sistema de desagüe. Las obras estuvieron a cargo del ya mencionado Martínez. Este ingeniero de origen alemán propuso la construcción de un túnel desde la laguna de San Cristóbal (el sector sur del lago de Xaltocan) hacia el río Tula, a través de Huehuetoca. El propósito era evitar que las crecidas del río Cuautitlán que afectaban el nivel de las aguas en Zumpango, causaran efectos adversos también en el lago de Texcoco, al ser este último un poco más bajo que el primero.
La construcción dio inicio el mismo año, y concluyó doce meses después. Pero mal hecho como estaba, el Tajo de Nochistongo no sirvió de mucho debido a sus múltiples deficiencias, y la ciudad fue nuevamente anegada. Además, los gastos en construcción fueron superados por los gastos de reparaciones. Según un informe presentado por el virrey García Guerra, los egresos por la construcción del desagüe se elevaban en 1612 a 413 mil 324 pesos.
Luego de que la ciudad permaneciera inundada por seis años, el proyecto de Martínez fue desechado y se decidió abrir un tajo abierto hacia Huehuetoca, también a partir del lago de San Cristóbal. Otros, más influidos por las leyendas originadas al inicio de la colonia, pensaban que era posible encontrar un desagüe natural, que fuera desconocido. Según esto, en Pantitlán (oriente de la actual Ciudad de México, antes Distrito Federal ) existía un resumidero cuya puerta solo podía ser abierta con una llave que, para mala suerte, solo los indios sabían dónde estaba. La existencia de este resumidero explicaría que durante la época prehispánica, la ciudad no se hubiese inundado como en la época virreinal. Desde luego, el resumidero de Pantitlán nunca existió.
En la construcción del Canal de Huehuetoca—que abrió artificialmente la cuenca endorreica del valle de México para drenarla hacia la cuenca del río Pánuco—particiaron miles de indígenas. A diferencia del primer drenaje según el plan de Martínez, el tajo de Nochistongo fue planificado como un cañón, y llevó cerca de un siglo para verlo concluido. Riva Palacio señalaba que una de las causas de la crisis demográfica del valle de México durante el siglo XVII fue precisamente la construcción del desagüe.

#### El Gran Canal del Desagüe

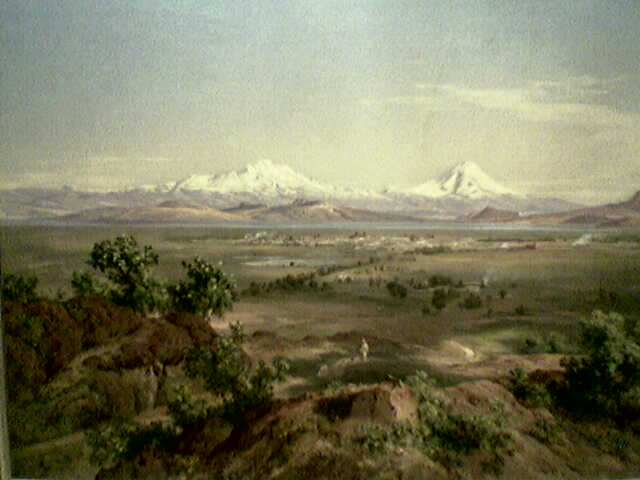
El valle de México, en una pintura de José María Velasco. Entre los volcanes y la ciudad, se alcanza a ver el lago de Texcoco.

Ya desde su visita al valle en 1804, Alejandro de Humboldt había advertido la necesidad de crear un canal directamente desde el lago de Texcoco con el propósito de evitar las catastróficas inundaciones que habían asolado la ciudad virreinal. Al año siguiente, la ciudad nuevamente quedó hecha una laguna.
A lo largo del siglo XIX, el escenario político en México no se prestaba para la iniciación de monumentales obras de desagüe como era la recomendada por Humboldt. Sin embargo, los lagos de Texcoco, Xaltocan y Zumpango habían comenzado a reducir sus superficies, al ser desviado el río Cuautitlán de su desembocadura natural en Zumpango y ser desviado hacia el río Tula. Por aquella época, la ciudad se comunicaba con los lagos de Xochimilco y Chalco principalmente a través del canal de La Viga. Este pasaba por varios pueblos dedicados a la agricultura localizados en los viejos islotes de la desaparecida laguna de México. Algunos de ellos eran Iztacalco, Santa Anita Zacatlamanco, San Juanico Nextipac y Mexicaltzingo. En la década de 1840, se introdujeron los primeros barcos de vapor para el transporte en el canal, que se había convertido en uno de los paseos favoritos de los habitantes de la Ciudad de México.
En 1856, una nueva inundación en la ciudad puso de manifiesto que las obras virreinales de drenaje habían sido superadas. El ingeniero Francisco de Garay retomó la idea de Humboldt, y propuso la creación de un nuevo canal de desagüe. Las obras iniciaron en 1866 y concluyeron en 1900. El 17 de marzo de ese año, Porfirio Díaz, presidente de México en su penúltima reelección, inauguró las obras del drenaje. Estas consistían en un cañón de 39 kilómetros de longitud—propiamente, el Gran Canal del Desagüe, que en el año 2006 ha comenzado a ser entubado—y el primer túnel de Tequisquiac, de diez kilómetros de longitud.

## Historia delsigloXXyXXI

#### Obras modernas de drenaje del lago de Texcoco

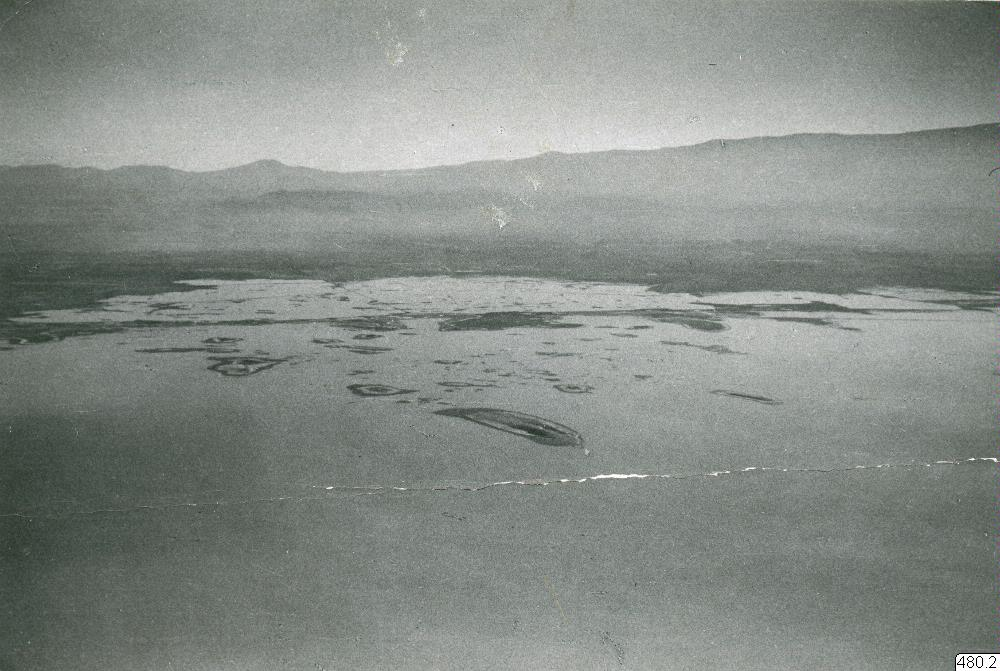
Vista Aérea del Lago de Texcoco en los años 40.

Se suponía que con las obras porfirianas, el problema de las inundaciones estaba resuelto de una vez por todas. Sin embargo, hacia la mitad de la década de 1920, el sistema ya presentaba ciertas fallas. Como demostraría en 1947 el ingeniero Nabor Carrillo, la extracción de agua de los acuíferos del valle de México propició una pérdida de la pendiente del sistema de colectores del drenaje. En 1950 dio inicio una nueva ampliación de los colectores, y se intentó aumentar la velocidad de salida del agua, por medio de la construcción de un nuevo túnel en Tequisquiac, que fue concluido en 1954.
En 1938, el último canal que surcaba la zona urbana, el de la Viga, había sido cegado definitivamente. Sobre él se construyó una avenida del mismo nombre. Igual suerte corrieron entre 1954 y 1957 los ríos Churubusco, Remedios, del Consulado y de la Piedad. En 1967 dio inicio la construcción del Sistema de Drenaje Profundo de la Ciudad de México. Según el proyecto original, el sistema comprendía dos interceptores de cinco metros de diámetro y dieciocho kilómetros de longitud. Ambos descargan al Emisor Profundo, que a su vez descarga en el sistema de drenaje del lago de Texcoco. De esta suerte, el lago de Texcoco quedó reducido a una ínfima parte de su superficie inicial. Si algo hiciera falta, el Sistema de Drenaje Profundo mezcla las aguas de los ríos que bajan del poniente del valle con las aguas negras de desecho de la ciudad, sin aprovecharlas; mientras que buena parte del agua potable que se consume en la Ciudad de México debe ser importada de las cuencas del Balsas y el Lerma.

#### Al rescate del lago
A la segunda mitad del siglo XX, la situación ambiental en el valle de México. Por otra parte, las obras del Drenaje Profundo también mostraban sus debilidades, puesto que en tanto que continuara el crecimiento demográfico y territorial de la ciudad, la cuestión del desagüe de la cuenca podría complicarse cada vez más. Por esta época, extensas áreas del viejo lago de Texcoco habían sido incorporadas a la zona urbana. Ya lo habían hecho los actuales territorios de Iztacalco, Benito Juárez y Venustiano Carranza. Comenzaba la colonización del oriente, especialmente en el enorme fraccionamiento llamado Ciudad Nezahualcóyotl, que en aquel tiempo pertenecía al municipio de Texcoco.
Los salinos páramos del lecho lacustre desecado se convertían a la menor provocación del viento en grandes tolvaneras de sosa que bañaban las casas del oriente de la urbe en temporada de estiaje. Pero en tiempo de lluvia, las calles se convertían en cenagales, merced a la gran cantidad de arcilla que hay en el vaso.
En 1965 se instauró el Plan Texcoco, encabezado por los ingenieros Nabor Carrillo y Gerardo Cruickshank. El planteamiento central del mismo consistía en la rehidratación de las áreas aun baldías del viejo lago. De esta suerte, la ciudad se vería libre de inundaciones, el equilibrio ecológico sería restaurado y la necesidad de importar agua de otras cuencas sería sustituida por la exportación de excedentes hídricos hacia el río Pánuco. En 1971 fue creada la Comisión del Lago de Texcoco, dependiente de la Secretaría de Agricultura y Recursos Hidráulicos (SARH), actualmente desaparecida. Fueron declaradas como área de propiedad federal 10 mil hectáreas de terrenos salitrosos ubicados entre el oriente de la Ciudad de México y Texcoco de Mora.
Una parte de las aguas tratadas de la Ciudad de México, así como aquellas que son expulsadas desde la sierra de las Cruces a través de los ríos entubados que atraviesan la ciudad, ha servido para la creación de pequeñas lagunas artificiales en la zona. La mayor de ellas lleva el nombre de Nabor Carrillo, y tiene una superficie de mil hectáreas. Sin embargo, el proyecto no ha sido completado debido a la falta de recursos económicos y a la prioridad concedida a las obras del sistema de drenaje profundo. A decir del arquitecto Teodoro González de León, uno de los promotores del Proyecto Lago de Texcoco,

A mí me sorprendió el proyecto [de recuperación del lago de Texcoco] y me volví un gran defensor suyo. Sin embargo, los planes del gobierno cambiaron, y el proyecto que triunfó fue el del drenaje profundo, su antónimo: el primero consistía en volver al equilibrio lacustre del siglo XV, pero moderno, y el segundo, en terminar de secar el Valle, con sus fatales consecuencias. [El drenaje profundo] está terminado, pero ha fallado en varios niveles, por los hundimientos. Creo, sin embargo, que ambos proyectos no se oponen, los dos podrían ser perfectamente complementarios: el drenaje profundo para sacar demasías peligrosas eventuales, y el lago, para reciclar el agua de la ciudad. El proyecto tiene muchas ventajas adicionales: impediría el crecimiento descontrolado de esa inmensa zona de la ciudad, ayudaría a regular mejor la temperatura y la humedad de la atmósfera, evitaría las tolvaneras, y al ser una reserva inmensa de agua evitaría el abuso del agua contenida en el subsuelo, lo que ayudaría a contener el hundimiento.

Como sea, los escasos frutos que hasta ahora ha brindado el Proyecto Texcoco han demostrado ser bastante positivos por lo menos en cuestiones ambientales. Entre otras cosas ha permitido reducir de modo importante dos de los efectos más notorios de la desaparición de los lagos de la cuenca de México: las tolvaneras provenientes del vaso salitroso de Texcoco y la disminución de las inundaciones en la zona urbana del Distrito Federal. Con la instalación de las plantas de tratamiento de las aguas que la zona urbana tributa al vaso de Texcoco, se ha reducido el índice de incidencia de enfermedades humanas ocasionadas por la exposición y el consumo de aguas contaminadas. algunas especies de aves migrantes han vuelto al valle de México, luego de una larga ausencia provocada por la desaparición de sus nichos de destino.

#### Propuesta para nuevo aeropuerto de la Ciudad de México
El Proyecto Vuelta a la ciudad lacustre, elaborado entre otros por Alberto Kalach, contemplaba la construcción de un aeropuerto en la zona federal del lago de Texcoco. Este aeropuerto, según los propios planos de Kalach, debía construirse en un momento en que cerca de la mitad de las 10 mil Has de la zona fueran inundadas nuevamente.
En 2001, el gobierno del presidente Vicente Fox anunció la convocatoria para la construcción de un nuevo aeropuerto para la Ciudad de México, en vista de que el actual Aeropuerto Internacional de la Ciudad de México ya resultaba un tanto disfuncional. Se presentaron dos proyectos: uno, que pretendía la construcción de la terminal en Tizayuca, y el otro, en la zona federal del lago de Texcoco. 
Las autoridades optaron por la segunda propuesta. Entre los argumentos esgrimidos a favor están la inutilidad agrícola del páramo texcocano, y desde luego, que una parte de los recursos financieros obtenidos por la operación del aeropuerto serían destinados al Proyecto Texcoco. 
Por el contrario, muchos grupos ambientalistas y especialistas opinaban que la construcción del aeropuerto en Atenco podría traer consecuencias negativas para el entorno ecológico de la región.
El inconveniente resultó la tenencia de la tierra por parte de varios ejidos de los municipios del oriente mexiquense. La inconformidad con el precio que se pretendía pagar como indemnización, así como otras cuestiones de orden político, llevaron a varios de estos pueblos a levantarse en protesta contra el gobierno federal. Encabezados por los ejidatarios de San Salvador Atenco -cabecera municipal de Atenco—, varios comisariados ejidales se opusieron a la construcción de la terminal aérea en su tierra, y luego lograron —a base de protestas en que salieron a relucir sus machetes campesinos— que la Secretaría de Comunicaciones y Transportes se desistiera de la construcción del aeropuerto en agosto del 2002, luego que un ejidatario de San Salvador muriera en un enfrentamiento contra la Policía Federal Preventiva.
El 2 de septiembre de 2014, el presidente Enrique Peña Nieto anunció que se construiría el Nuevo Aeropuerto Internacional de la Ciudad de México en la Zona Federal del Lago de Texcoco. Sin embargo, en el año 2019, el proyecto fue cancelado para crear el Aeropuerto Internacional Felipe Ángeles en la antigua Base Aérea Militar N.º 1 de Santa Lucía. Los terrenos abandonados se aprovecharon para construir el parque ecológico Lago de Texcoco, el más grande del mundo.

## Geografía humana

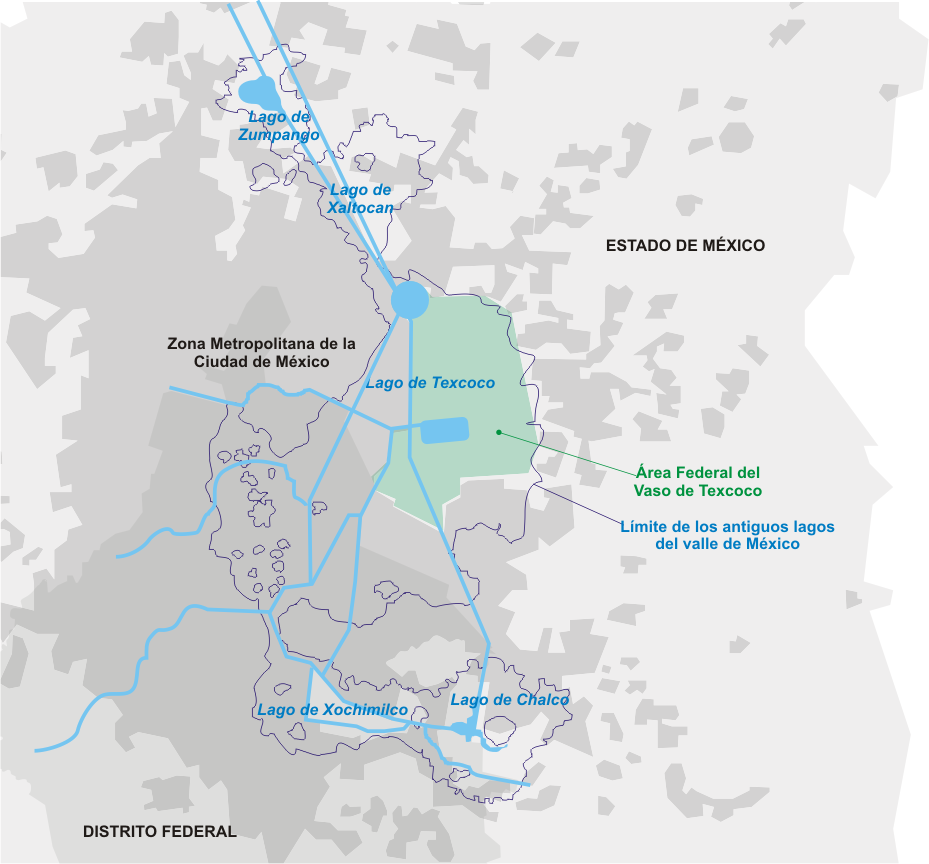
Mapa comparativo del área de la Ciudad de México y los antiguos lagos del valle.

El valle de México, en que se localiza el lago de Texcoco, es actualmente la región con mayor densidad demográfica en México. Extensas porciones de lo que fue el lago son ocupadas hoy por asentamientos urbanos. La expansión de la zona urbana hacia las regiones desecadas comenzó desde el momento en que los efectos de los sistemas de drenaje dieron sus primeros resultados. Sin embargo, no fue sino hasta el siglo XX cuando la ciudad se extendió de manera acelerada en todas direcciones. En las tres primeras décadas del siglo XX, se crearon fraccionamientos urbanos al poniente y sur de la ciudad, que hoy forman parte de las delegaciones Cuauhtémoc, y Benito Juárez. Más tarde, la expansión se daría principalmente hacia el oriente, debido a la topografía misma y a los bajos costos del precio de la tierra. En la década de 1940, ya se habían incorporado los territorios que actualmente pertenecen a las delegaciones Iztacalco y Venustiano Carranza.
Sin embargo, el crecimiento demográfico alcanzó su época de apogeo durante la segunda mitad del siglo. En esa época, las transformaciones económicas del país motivaron la migración del campo a la ciudad. Ahora, extensas áreas de lo que fue el lago eran ocupadas principalmente por migrantes provenientes de los estados del país. Fue así como poco a poco quedaron incorporadas a la urbe numerosas poblaciones que antes habían sido independientes, como los pueblos de Iztapalapa al sureste, o Ecatepec al noreste.
Alrededor de la ciudad se fueron creando cinturones de miseria caracterizados por la falta de servicios públicos. Así ocurrió especialmente en el oriente de la Ciudad de México, en el oriente de Ecatepec, y el poniente de Chimalhuacán y Texcoco. Estos municipios mexiquenses vieron convertidas las tierras salitrosas del lago de Texcoco en enormes fraccionamientos donde actualmente viven millones de personas. Tan solo el municipio de Nezahualcóyotl, escindido de Texcoco, alberga una población superior a un millón 300 mil habitantes, en una superficie de 66 kilómetros cuadrados. Durante mucho tiempo, Nezahualcóyotl (Nezahualodo, como se le conoce popularmente) se convirtió en la zona marginada por excelencia en la Ciudad de México. La fama le ha quedado, aunque realmente ya no es el polvorín de primavera ni el cenagal de verano que solía ser en sus primeras dos décadas. Los cinturones de auténtica miseria se han trasladado todavía más a las orillas, en zonas de Ixtapaluca, Chicoloapan, Texcoco, Atenco; o en el viejo lago de Chalco, donde viven 300 mil personas en el municipio de Valle de Chalco Solidaridad, escindido de Chalco de Díaz Covarrubias, el cual sufre constantemente de inundaciones de aguas negras siendo las más dañinas y recordadas las de los años 2000 y 2010, y también de graves problemas de hundimientos como no los hay en otras partes del mundo.
En el vaso de Texcoco y zonas aledañas—es decir, en lo que el Consejo Nacional de la Población define como Área metropolitana del valle de México (AMVM)-- vive actualmente cerca del 19 % de la población mexicana. Es decir, más de 19 millones de personas. La zona oriental de la AMVM, o en otras palabras, la zona correspondiente a los antiguos lagos, sigue siendo la más depauperada de la gran urbe. Funciona como ciudad-dormitorio, dado que la mayor parte de las fuentes de trabajo de la ciudad se localizan en el centro del área metropolitana.